# Gottfrid Källqvist
Helge Gottfrid Källqvist, född 9 december 1899 i Seglora socken, Älvsborgs län, död 8 juni 1956 i Fritsla, var en svensk målare.
Han var son till skräddarmästaren Klas Leonard Källqvist och Josefina Flink och från 1937 gift med Isa Högberg. Källqvist studerade konst för Sixten Lundbohm och genom självstudier under resor. Tillsammans med Gustaf Hellsing ställde han ut i Borås 1936 och tillsammans med Fritiof Swensson 1941 samt tillsammans med Tord Bæckström i Jönköping 1946. Han medverkade i samlingsutställningar i bland annat Göteborg, Stockholm och Borås. Bland hans offentliga arbeten märks de stora religiösa kompositionerna Olika vägar i Fritsla församlingshus och Att vara människa för Bollebygds församlingshus. Hans konst består av blomsterstilleben, landskap och figurmåleri med en rad barnskildringar. Källqvist är representerad vid Borås konstmuseum och Sjuhäradsbygdens museum.  